# Пузаков, Иван Дмитриевич
Иван Дмитриевич Пузаков (1907—?) — советский государственный и партийный деятель.

## Биография
Родился в 1907 году в Туле. В 1931 году окончил Московский индустриально-педагогический институт имени К. Либкнехта. Член ВКП(б) с 1931 года. С 1932 года — на хозяйственной, общественной и партийной работе.
С 1941 по 1943 г. — секретарь Тульского городского комитета ВКП(б), участник обороны Тулы.
В 1944—1947-м — 2-й секретарь Орхейского уездного комитета КП(б) Молдавии, ответственный организатор ЦК КП(б) Молдавии, в 1947-1949-м 1-й секретарь Сорокского районного комитета КП(б) Молдавии.
Далее — член Ревизионной комиссии КП(б) Молдавии (1.4.1951—18.9.1952), заведующий Отделом науки и учебных заведений ЦК КП(б) Молдавии с 1951 по 1952 гг.. С февраля 1952 г. по июнь 1953 г. — 1-й секретарь Тираспольского окружного комитета КП Молдавской ССР, и член Центрального Комитета КП Молдавии (21.9.1952 - 18.1.1956). В 1953-1954 г. — 1-й заместитель министра культуры Молдавской ССР.
Секретарь ЦК КП Молдавской ССР (7.7.1954 —18.1.1956), с 1957 года — проректор Высшей партийной школы при ЦК КП Молдавской ССР.
Избирался депутатом Верховного Совета Молдавской ССР 3-го и 4-го созывов.
Умер после 1981 года.

## Награды
Награжден четырьмя орденами Трудового Красного Знамени, орденом «Знак Почёта» и орденом Дружбы Народов — «за многолетнюю и плодотворную работу по подготовке кадров и в связи с семидесятилетием» (1977).